# Trempealeau
Trempealeau é uma vila localizada no estado norte-americano de Wisconsin, no Condado de Trempealeau.

## Demografia
Segundo o censo norte-americano de 2000, a sua população era de 1319 habitantes.
Em 2006, foi estimada uma população de 1517, um aumento de 198 (15.0%).

## Geografia
De acordo com o United States Census Bureau tem uma área de
3,3 km², dos quais 3,1 km² cobertos por terra e 0,2 km² cobertos por água. Trempealeau localiza-se a aproximadamente 208 m acima do nível do mar.

## Localidades na vizinhança
O diagrama seguinte representa as localidades num raio de 20 km ao redor de Trempealeau.